# Amegilla parhypate
Amegilla parhypate är en biart som beskrevs av Maurits Anne Lieftinck 1975. Amegilla parhypate ingår i släktet Amegilla och familjen långtungebin. Inga underarter finns listade i Catalogue of Life.